# Tielt
Tielt is een stad in de Belgische provincie West-Vlaanderen. Ze ligt in de driehoek Gent, Brugge en Kortrijk. De fusiestad telt een kleine 32.000 inwoners en is de hoofdplaats van het arrondissement Tielt.

## Geschiedenis

### Vroegste geschiedenis

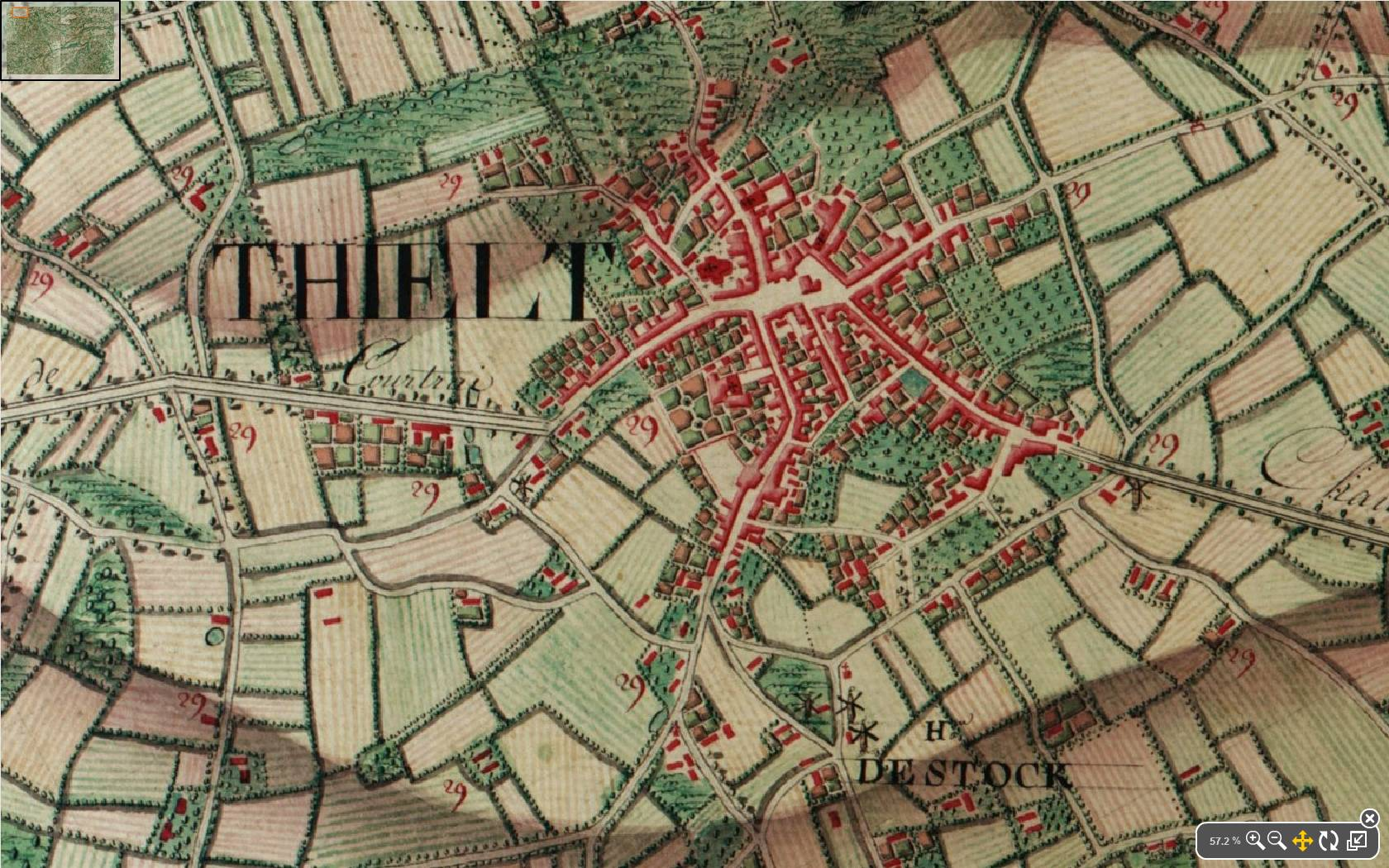
Tielt op de Ferrariskaart

Tielt is ontstaan in de periode 5de-10de eeuw. De oudste vermelding in de vorm van Tiletum en dateert uit 1105. Het betreft een vermeldingen van de belasting die de heer van een Tieltse villa betaalde. Daarom werden in 2005 in de stad verschillende evenementen gehouden om '900 jaar Tielt op schrift' te vieren.
In 1245 werden aan Tielt de stadsrechten verleend, en in 1275 werd de lakenhalle gebouwd. Daarna volgden het houden van een jaarmarkt (recht geschonken door Filips de Stoute), een schepenhuis, de Minderbroeders (lange tijd was in Tielt zelfs het noviciaat) en een Latijnse school in 1686, namelijk het Sint-Jozefscollege (vandaag De Bron). Tussendoor werd meermaals een gedeelte van Tielt verwoest door een stadsbrand of de Gentenaren die oorlog kwamen voeren.
In 1602 werd Tanneke Sconyncx beschuldigd van hekserij en in Tielt gemarteld tot ze bezweek.

### Eerste Wereldoorlog
Tijdens de Eerste Wereldoorlog was het hoofdkwartier van het Duitse vierde leger gevestigd in een aantal Tieltse herenhuizen, die allemaal werden opgeëist door de Duitse bezetter. Het Armee Ober Kommando 4 (A.O.K. 4) logeerde in de Hoogstraat in huizen nr. 26, 34, 44, 53 en 54, alsook in de Nieuwstraat nr. 7 tot en met 21. De generaal-veldmaarschalk hertog Albrecht van Württemberg was opperbevelhebber van 1914 tot 1917 en werd nadien opgevolgd door Friedrich Bertram Sixt von Armin. Beiden logeerden in de woning Hoogstraat 26, die eigendom was van de toenmalige schepen en latere burgemeester René Colle. Het leger bestond uit 180.000 manschappen die in België actief waren. De staf van het commando bestond tot 400 medewerkers, soldaten en officieren. De Duitse keizer Wilhelm II kwam verscheidene malen hier op bezoek, namelijk in 1914, 1915 en 1916.

### Tweede Wereldoorlog

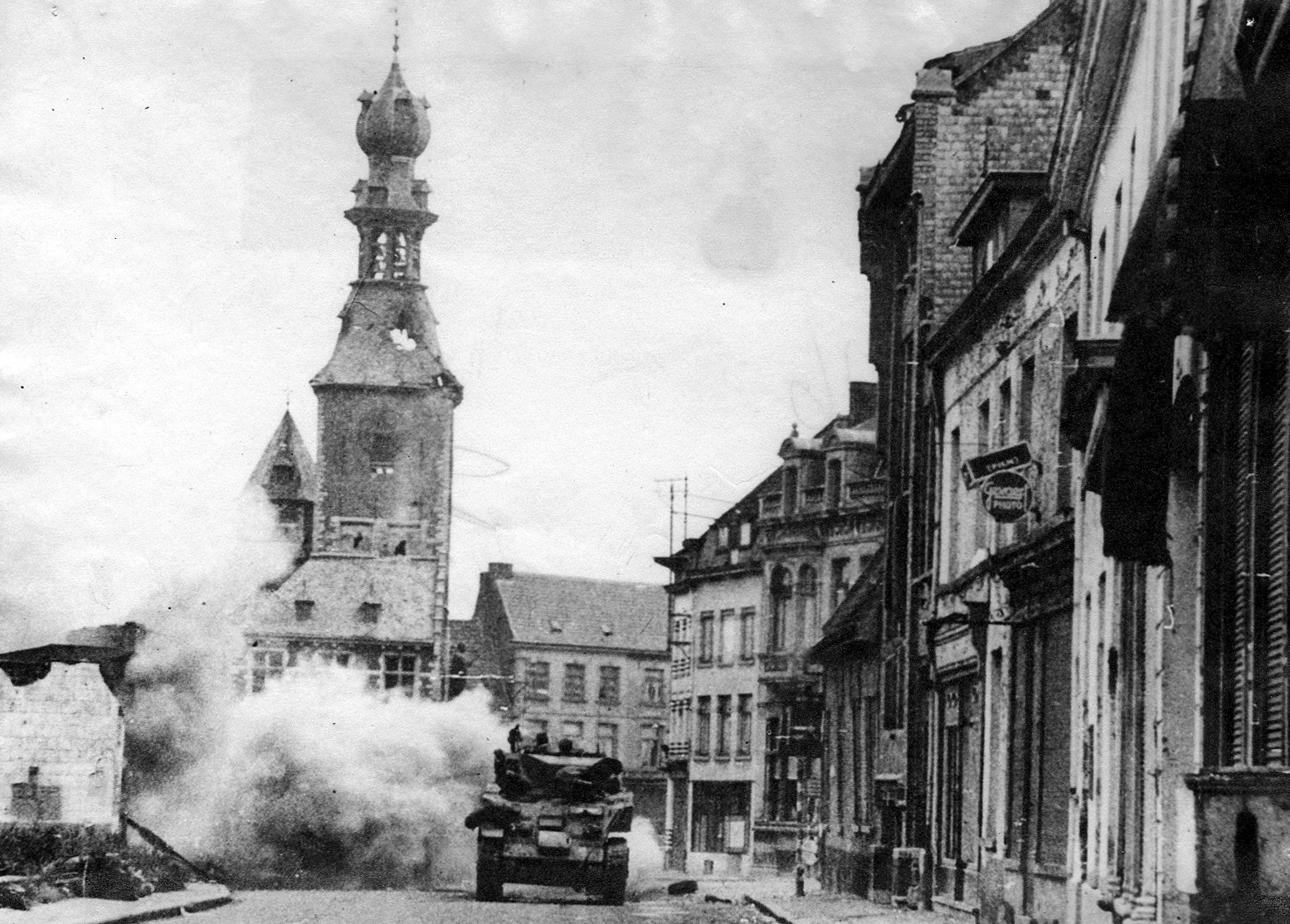
1e Pantserdivisie (Polen) in Tielt, 1944

Tijdens de Tweede Wereldoorlog werd Tielt verscheidene keren gebombardeerd, waardoor na de bevrijding door de 1e Poolse Pantserdivisie onder leiding van generaal Maczek op 8 september 1944 de heropbouw noodzakelijk was. Er sneuvelden vijf Tieltenaars, acht Poolse en vijfentwintig Duitse soldaten. Op het Generaal Maczekplein in Tielt staat het Bevrijdingsmonument; een Sherman Fireflytank om de bevrijding door de Polen te herdenken. Het werd door generaal Maczek in september 1979 onthuld.

## Geografie

### Kernen en wijken

#### De stad Tielt

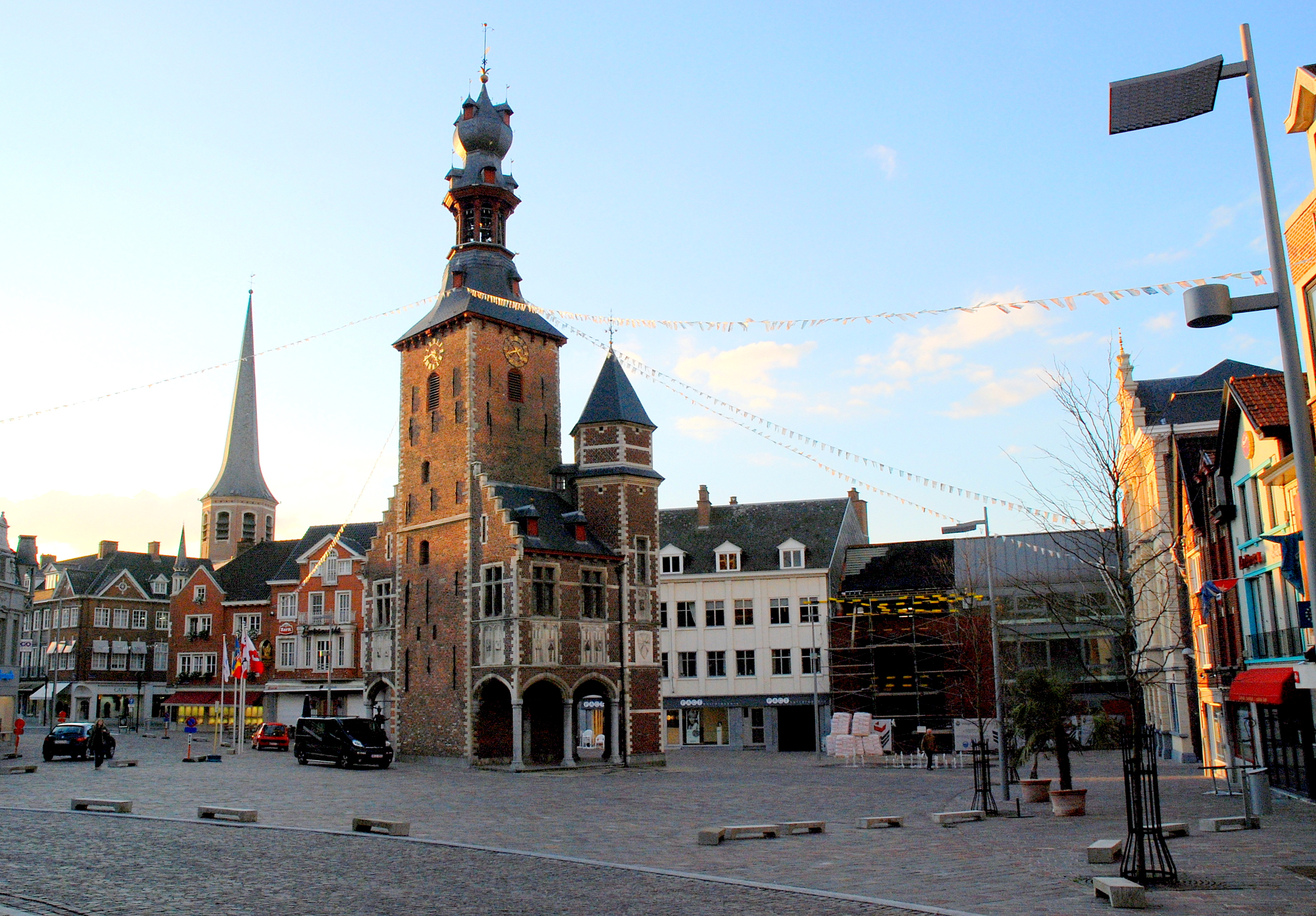
Markt met Halletoren en Sint-Pieterskerk op de achtergrond

Tielt is een typische provinciestad, zodat de nodige centrumfuncties aanwezig zijn. Zowel in de verzorgende als industriële sector is Tielt een belangrijke regionale pool met de aanwezigheid van het Sint-Andriesziekenhuis, het daaraan verbonden Woon- en Zorgcentrum Samen en het Woon- en Zorgcentrum Deken Darras, en de drie industrieterreinen. Ook de functie van scholenstad is sterk aanwezig met vijf secundaire scholen (alle niveaus in het katholiek en gemeenschapsonderwijs zijn aanwezig). Naast het verplichte dagonderwijs is in Tielt ook een Stedelijke Academie voor Muziek en Woord en een Stedelijke Kunstacademie aanwezig (2300 leerlingen), met afdelingen in een aantal buurgemeenten.

#### Deelgemeenten
Naast de oorspronkelijke gemeente Tielt telt de gemeente vier deelgemeenten, alle vier voormalige gemeenten. Schuiferskapelle, Kanegem en Aarsele werden in 1977 deel van Tielt, Meulebeke werd in 2025 deel van de stad.
- Schuiferskapelle: de kleinste deelgemeente, ten noorden van de eigenlijke stad.
- Kanegem: de deelgemeente in het noordoosten, iets groter dan Schuiferskapelle. Ze staat bekend door de fleurige bloemen waar het dorp mee versierd is.
- Aarsele: de tot 2025 grootste deelgemeente van Tielt, in het zuidoosten.
- Meulebeke: de grootste deelgemeente met woonkernen Meulebeke, Marialoop, De Paanders en 't Veld, in het zuiden van Tielt.

| # | Naam                  | Opp. (km²) | Inwoners (2020) | Inwoners per km² | NIS-code |
| - | --------------------- | ---------- | --------------- | ---------------- | -------- |
| 1 | Tielt (I)             | 34,82      | 15 259          | 438              | 37015A   |
| 2 | Schuiferskapelle (II) | 7,85       | 1 148           | 146              | 37015B   |
| 3 | Kanegem (III)         | 10,97      | 1 212           | 110              | 37015C   |
| 4 | Aarsele (IV)          | 15,21      | 2 978           | 196              | 37015D   |

Tielt, deelgemeenten en buurgemeenten (voor de fusie van 2025). De gele gebieden zijn bebouwde kernen.

De gemeente Tielt grenst aan de volgende dorpen en gemeenten:
- a. Dentergem (gemeente Dentergem)
- b. Oostrozebeke (gemeente Oostrozebeke)
- c. Meulebeke (stad Tielt)
- d. Pittem (gemeente Pittem)
- e. Egem (gemeente Pittem )
- f. Wingene (gemeente Wingene)
- g. Ruiselede (gemeente Wingene)
- h. Poeke (gemeente Aalter)
- i. Vinkt (stad Deinze)
- j. Wontergem (stad Deinze)

## Bezienswaardigheden
- In het stadscentrum staat de Hallentoren, de restant van de lakenhalle en/of schepenhuis, erkend als UNESCO-Werelderfgoed.
- Het Stadhuis van Tielt met markante gevel
- Alexianenplein (tussen bibliotheek en nieuwbouw bij stadhuis): met tekst (op muur) over eerste gasaanval te Ieper in april 1915
- De decanale Sint-Pieterskerk met monumentale preekstoel en gebeeldhouwde communiebank
- Het Minderbroedersklooster, met kerk.
- De Onze-Lieve-Vrouwekerk
- De Sint-Jozef Werkmankerk
- Het Passionistinnenklooster
- De Lonckes molen
- Huis Mulle de Terschueren
- Cultuurcentrum Gildhof
- Beelden van Tanneke Sconyncx, Olivier de Duivel (Olivier le Daim) en baljuw Spierinck op de markt (werken van Jef Claerhout)
- Beeld van generaal Maczek door Jef Claerhout
- De Molenlandroute omvat de ruime streek rond Tielt (de stad wordt beschouwd als centrum van het 'Molenland').
- De Poelbergmolen met voormalige gerestaureerde Poelbergschool

In deelgemeente Meulebeke:
Zie Lijst van onroerend erfgoed in Meulebeke voor het hoofdartikel over dit onderwerp.
- Het Kasteel Ter Borcht
- De Sint-Amanduskerk, in de periode 1893-1896 heropgebouwd naar ontwerp van Jules Soete
- De Onze-Lieve-Vrouw Bezoeking en Sint-Leokerk (Marialoop) uit 1837.
- De Onze-Lieve-Vrouw Bezoekingkapel (Marialoop) uit de zestiende eeuw, waarin in 1619 een altaar werd geplaatst
- De Sint-Antonius van Paduakerk ('t Veld).
- Brouwerij Vondel
- De kapel Onze-Lieve-Vrouw van Bijstand uit 1757 werd in het begin van de 20ste eeuw herbouwd in neogotische stijl. Het beeld "Maria op de wereldbol" is versierd met het wapen van het geslacht de Beer. De kapel lokt in mei veel bedevaarders uit de wijde omgeving.
- De Herentmolen in de Gentstraat is een staakmolen op torenkot. Hij dateert van 1956.

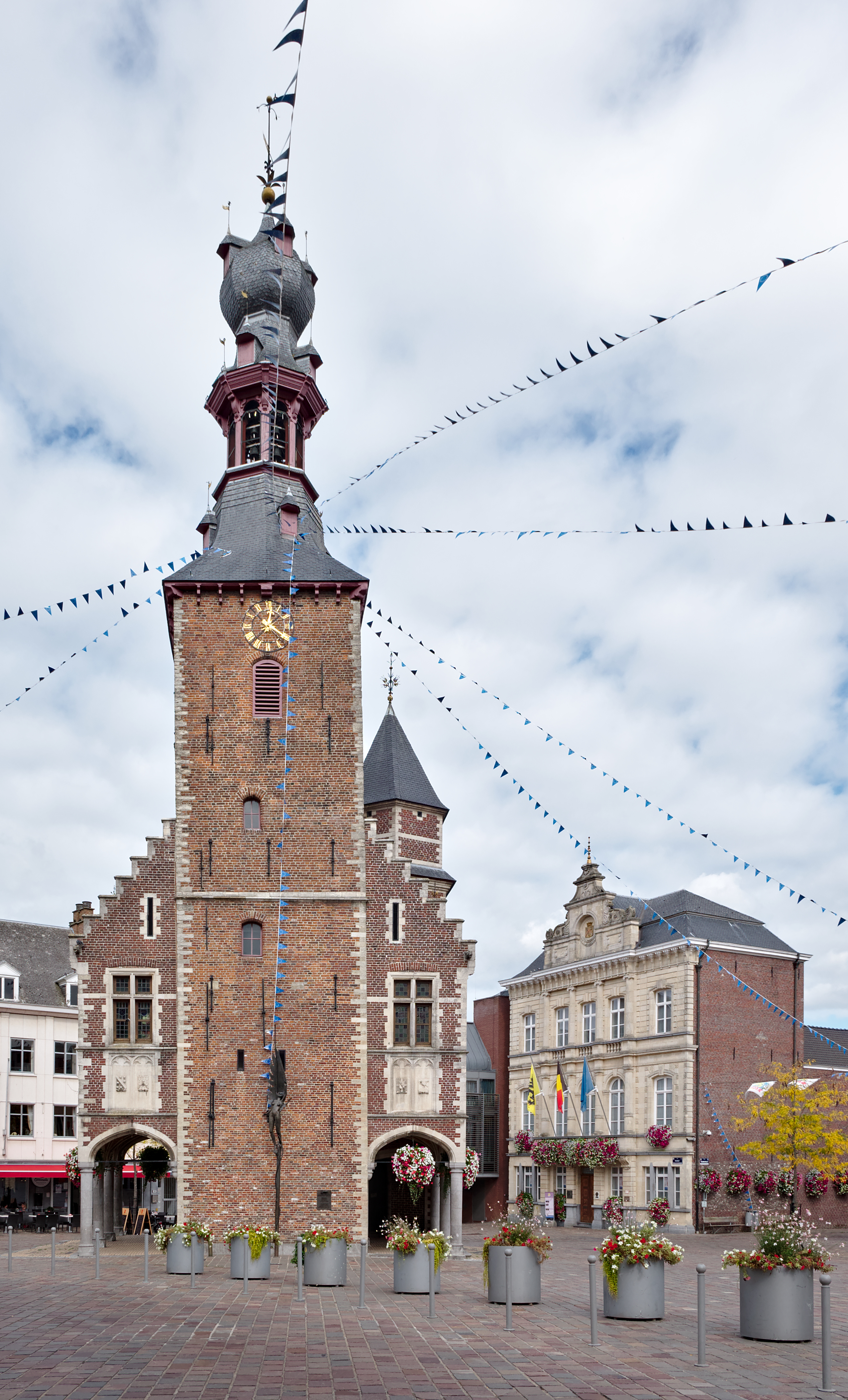
De Hallentoren
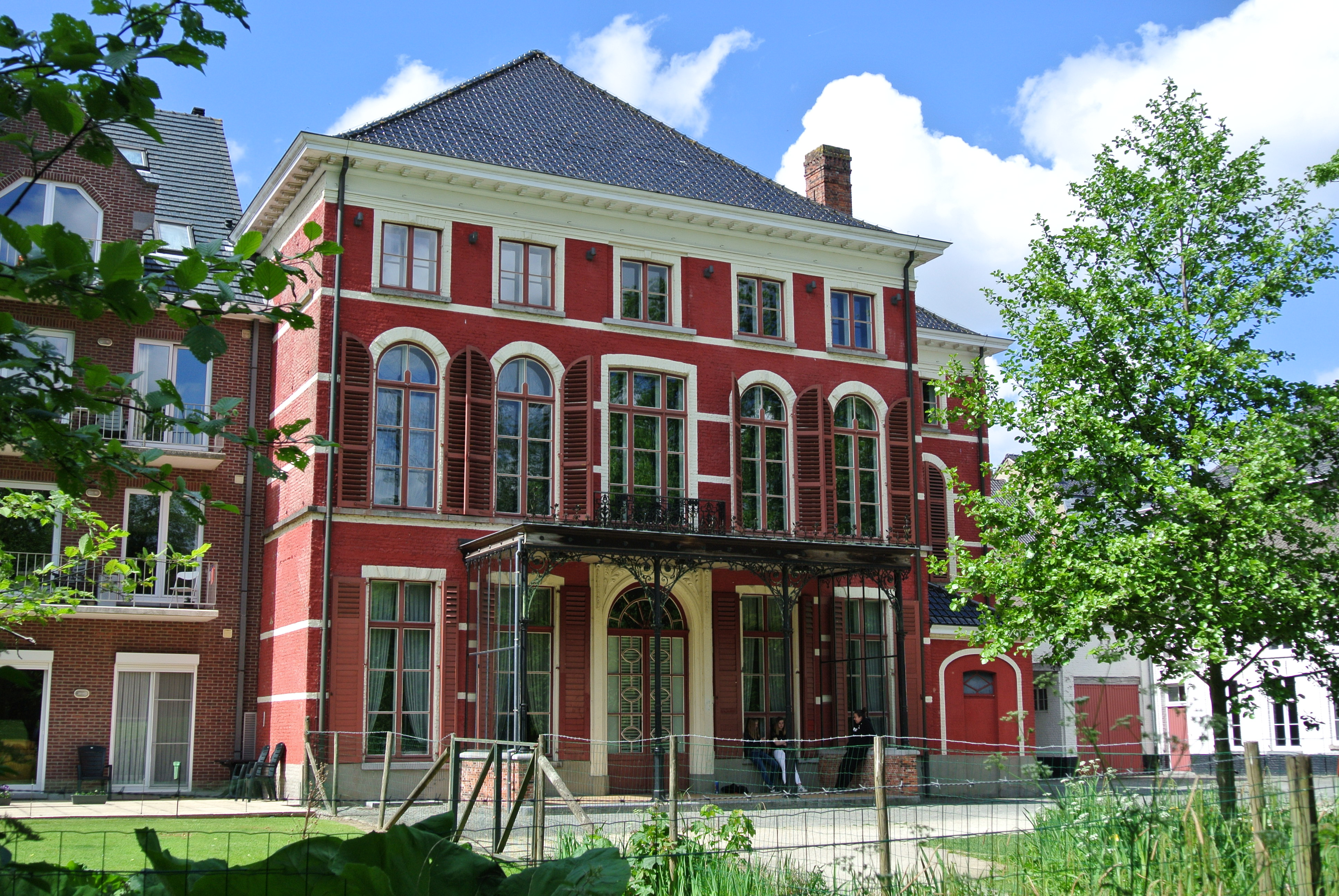
Huis Mulle de Terschueren
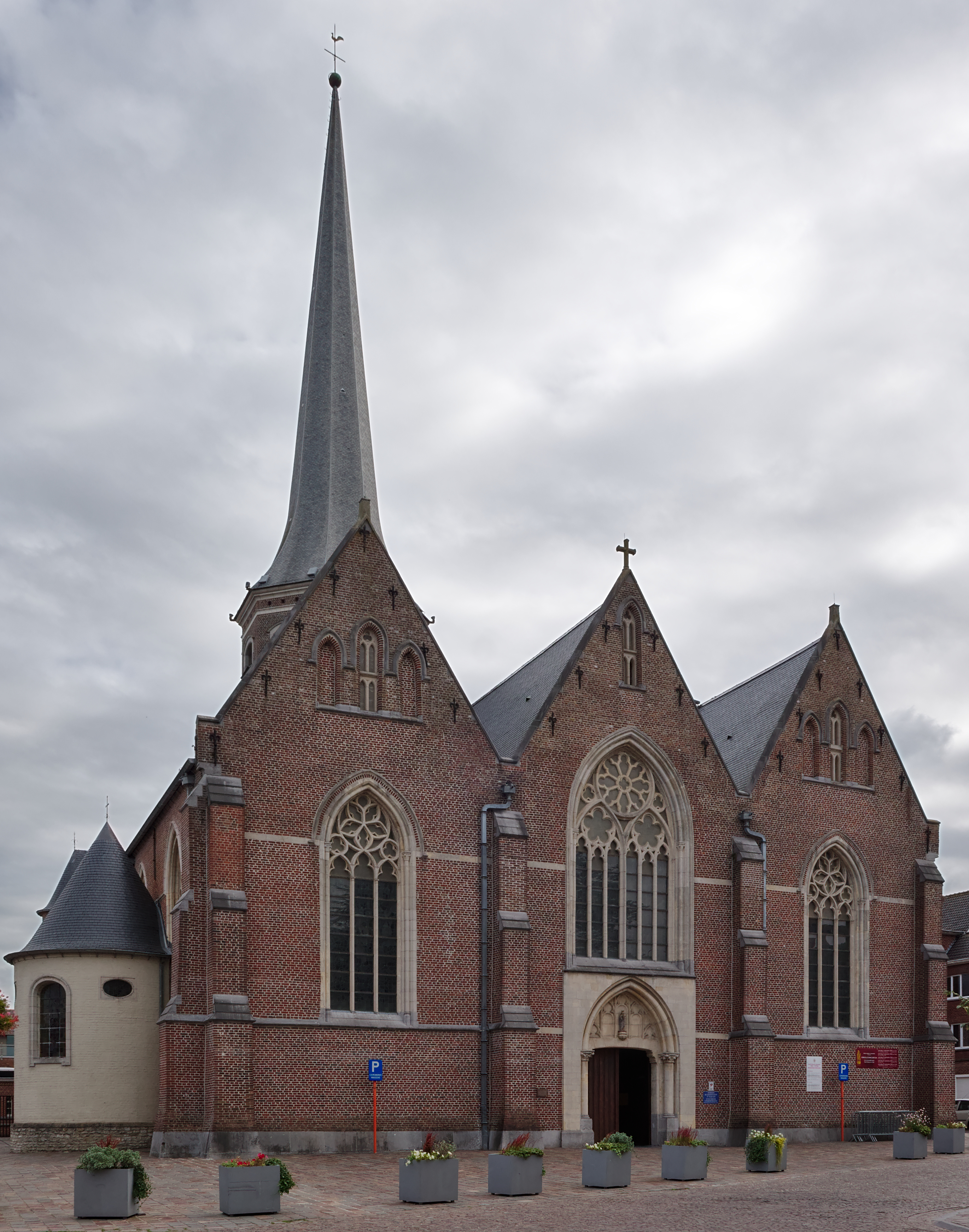
De Sint-Pieterskerk
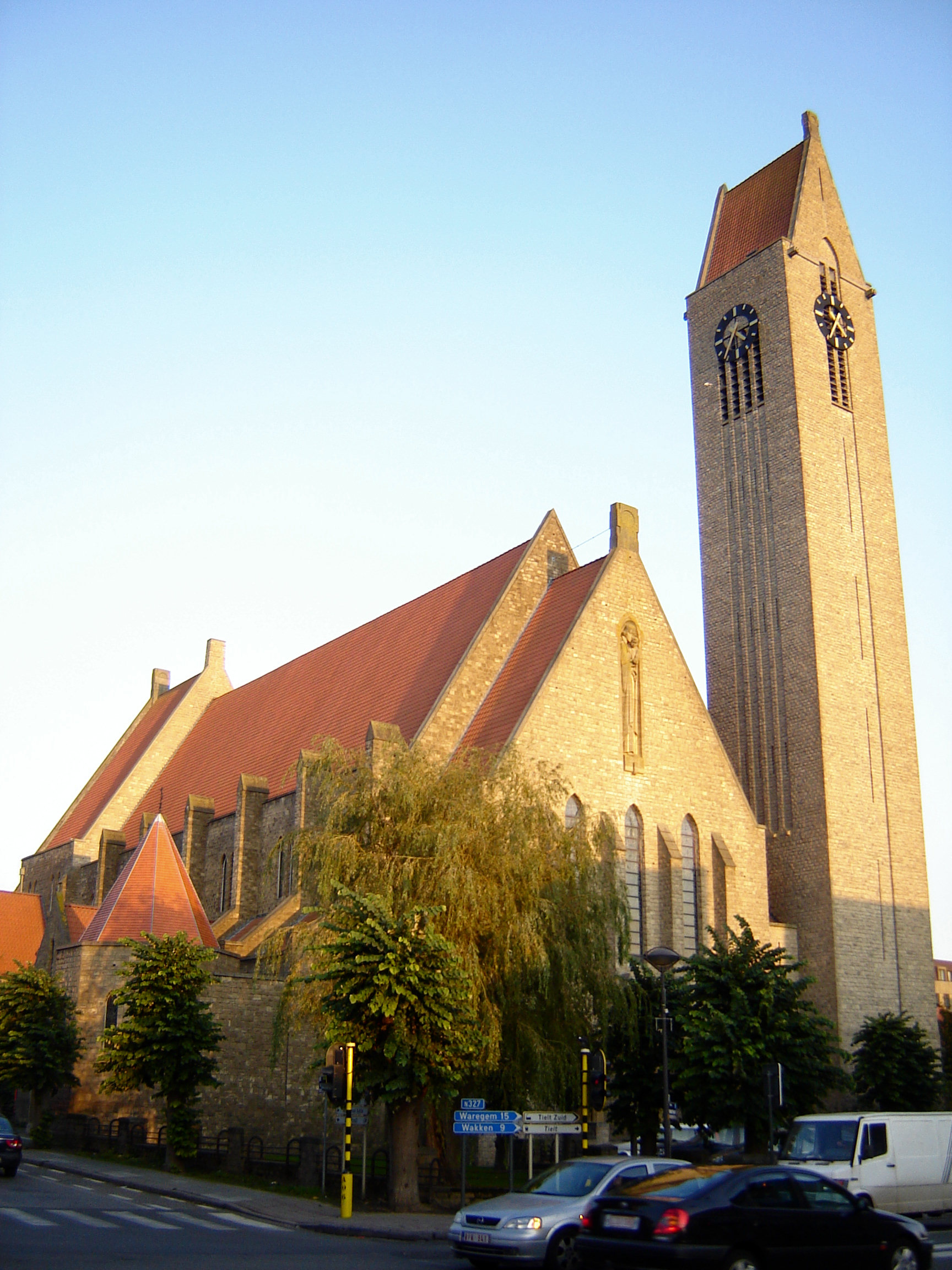
De Onze-Lieve-Vrouwekerk
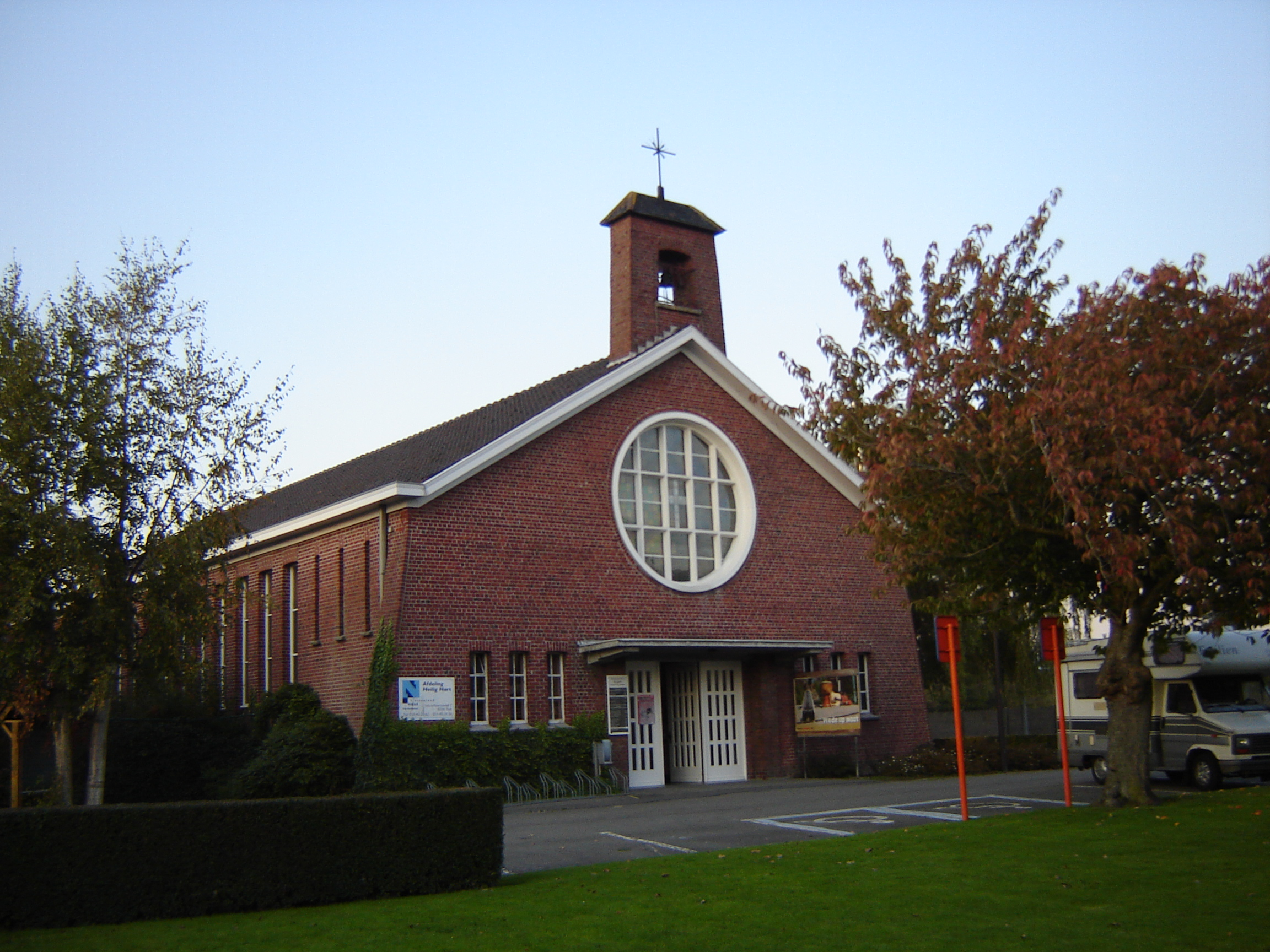
De Sint-Jozef Werkmankerk
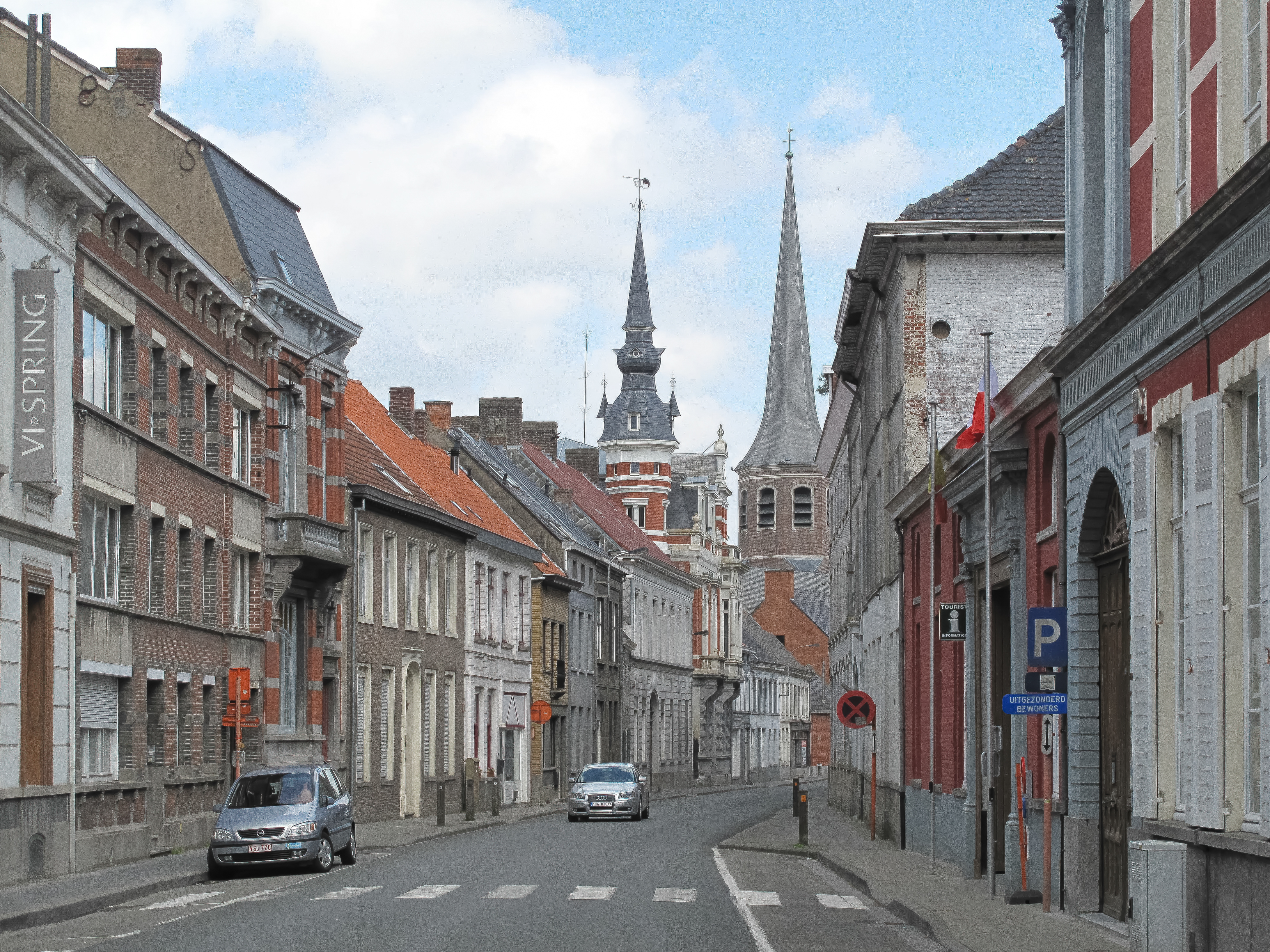
Toren van Huis Denys en Sint-Pieterskerk vanuit de Ieperstraat
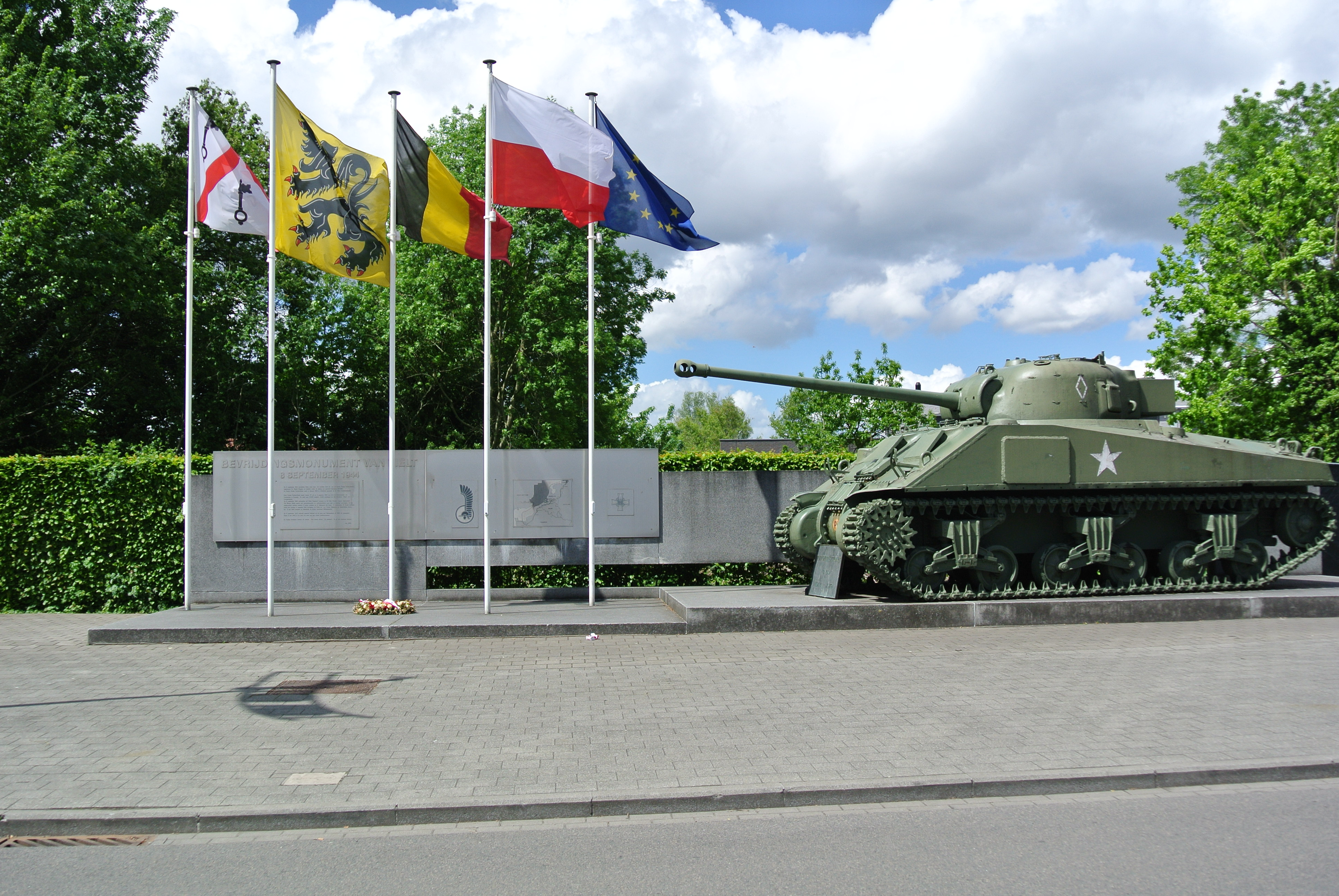
Sherman-tank en herdenkingsmonument Poolse bevrijding
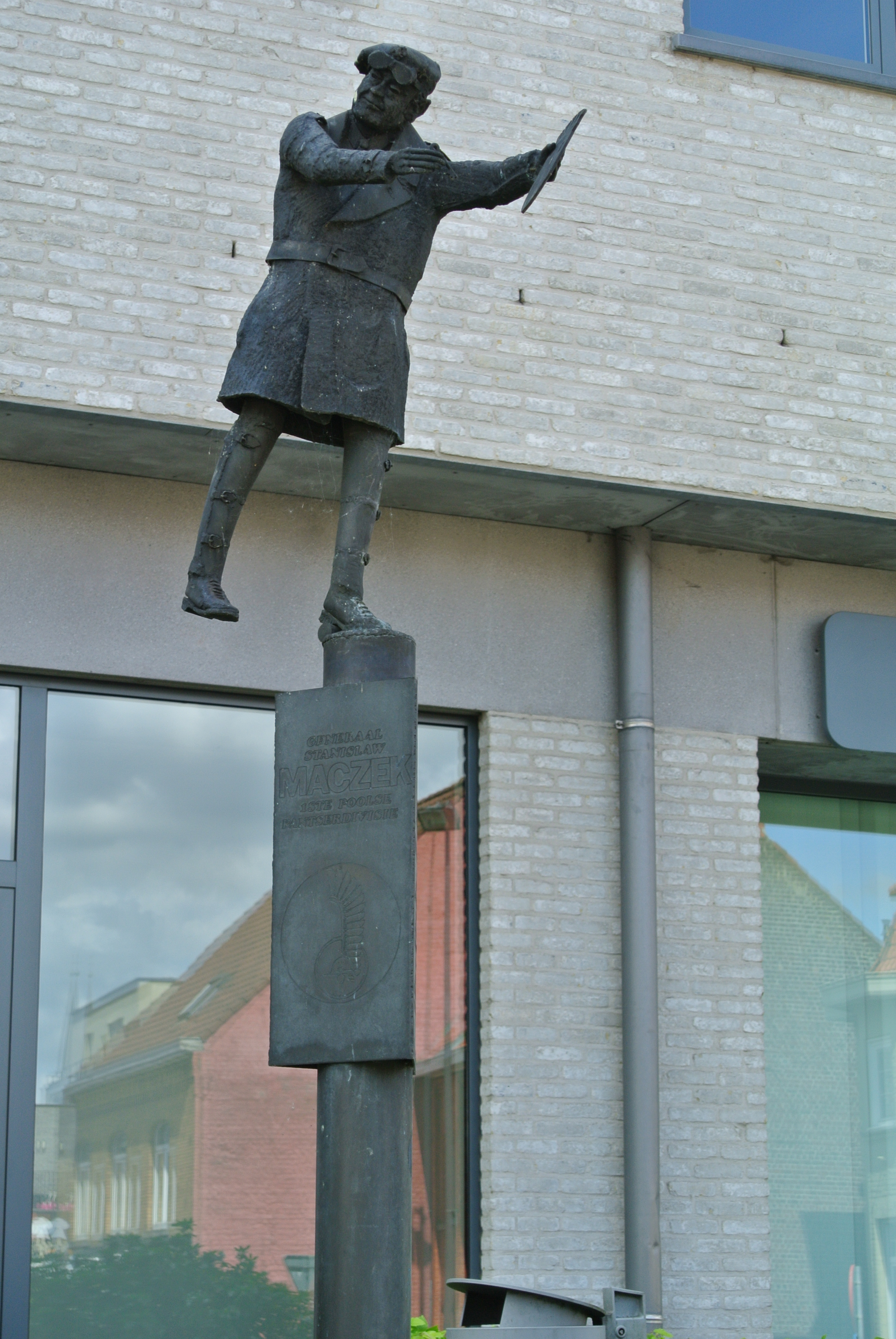
Beeld Generaal Maczek
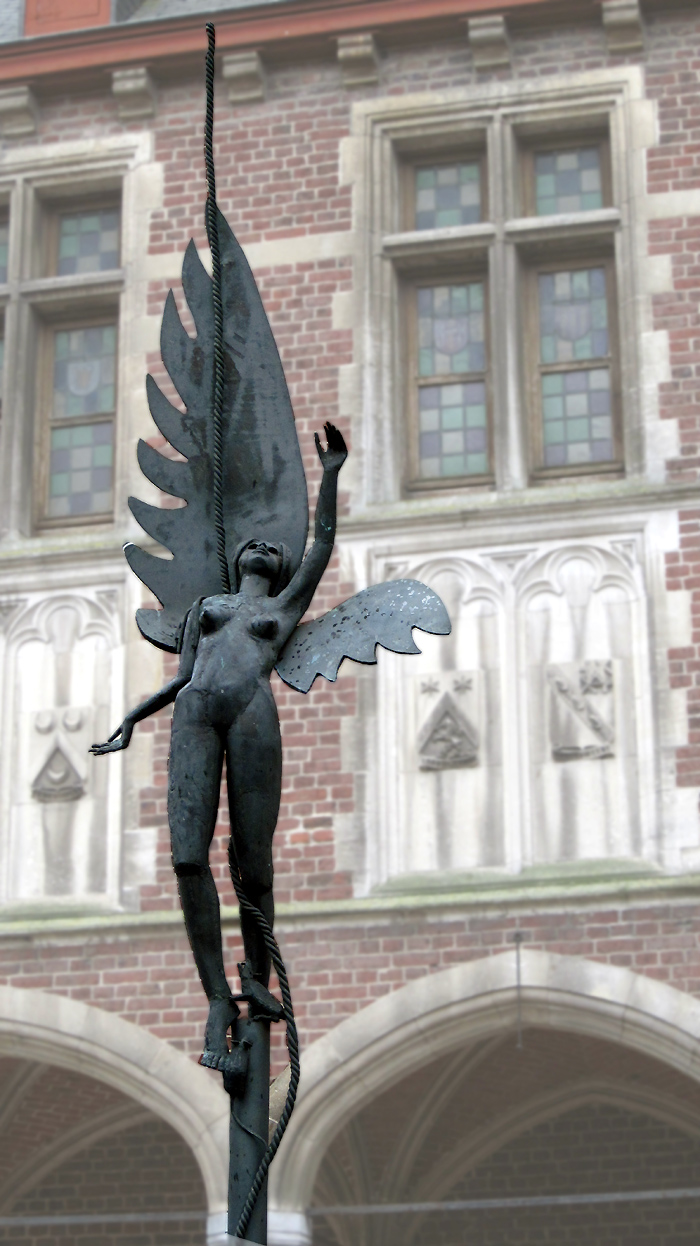
Beeld van Tanneke Sconyncx, beschuldigd van hekserij
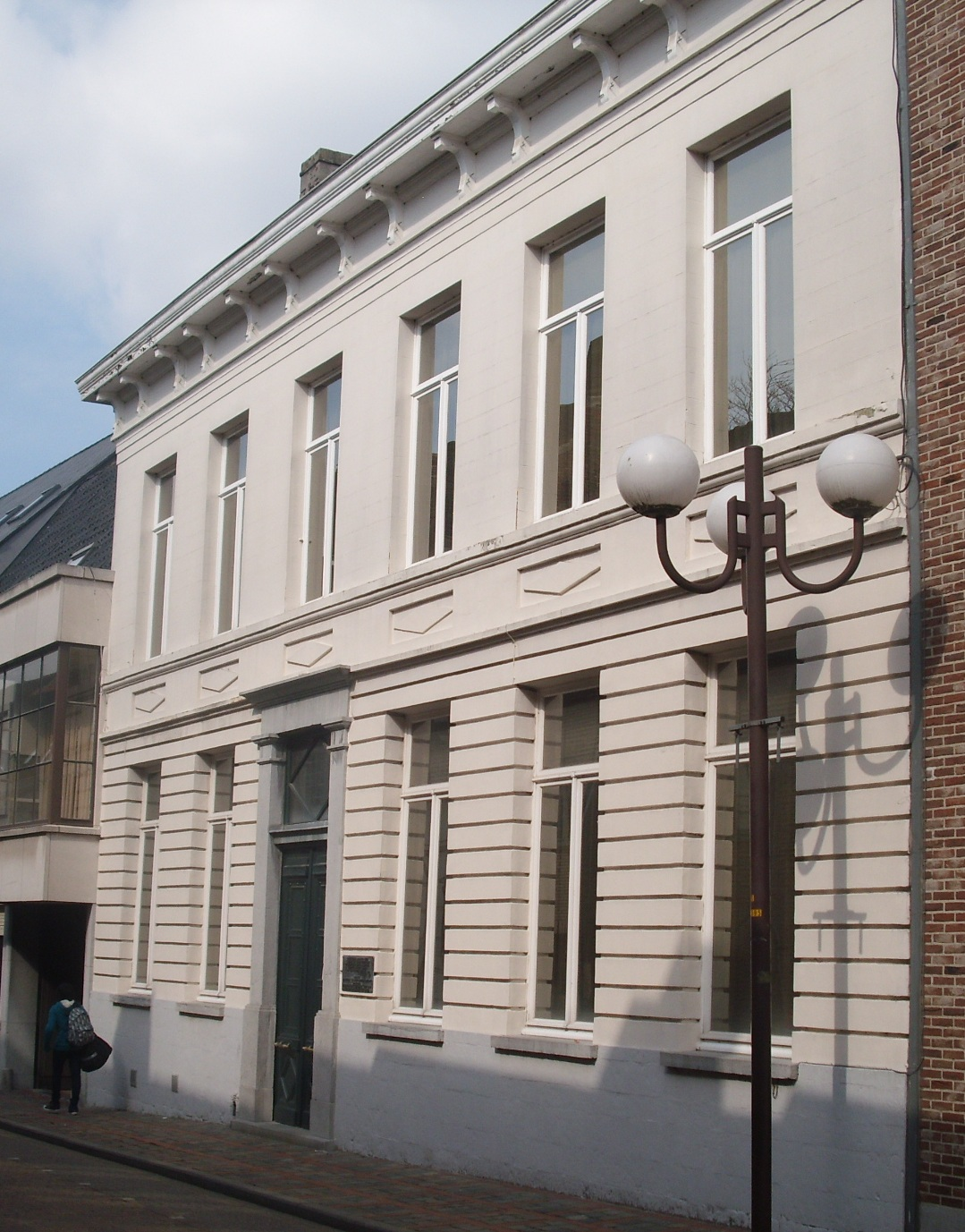
De voormalige woning van burgemeester René Colle.
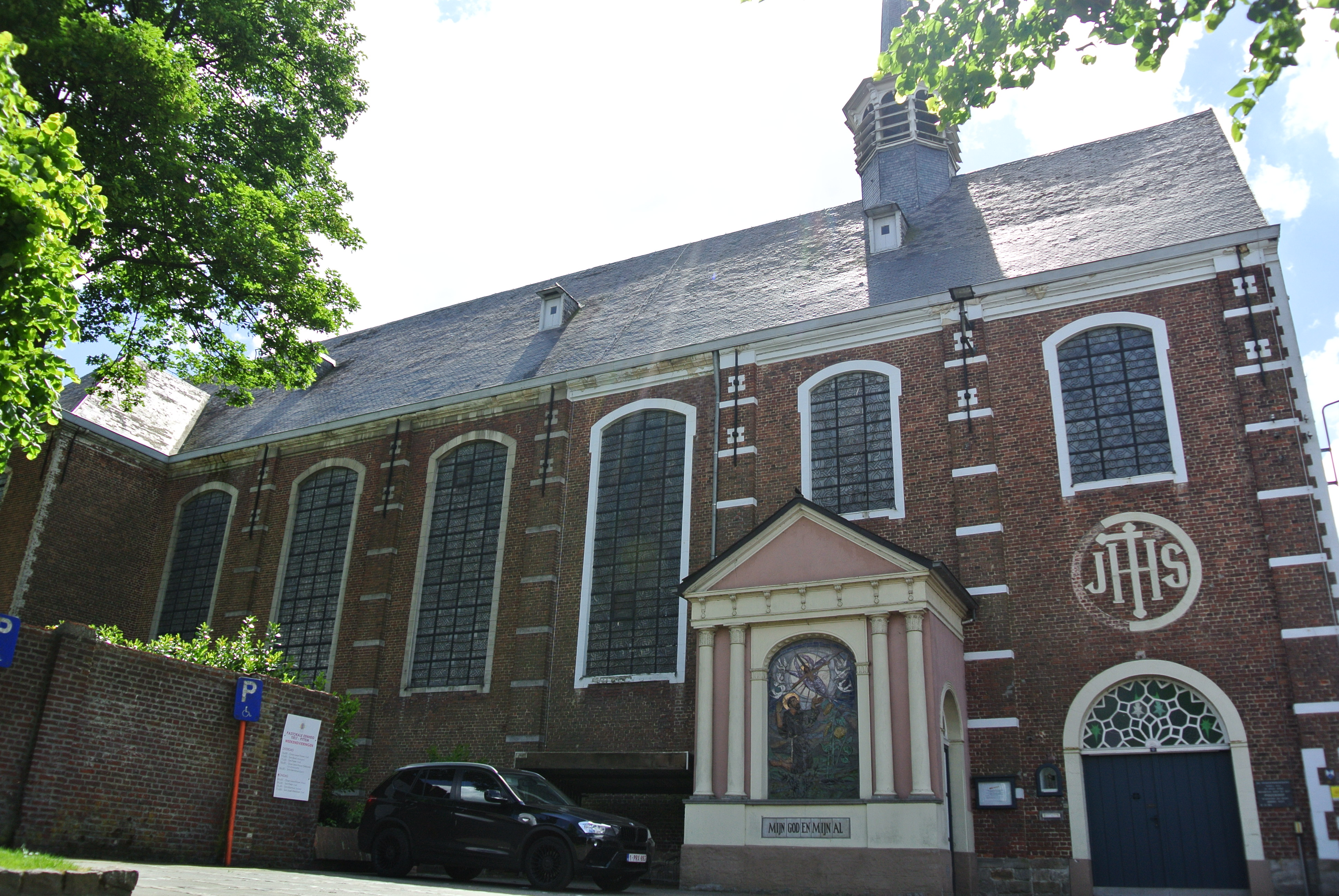
Minderbroederklooster
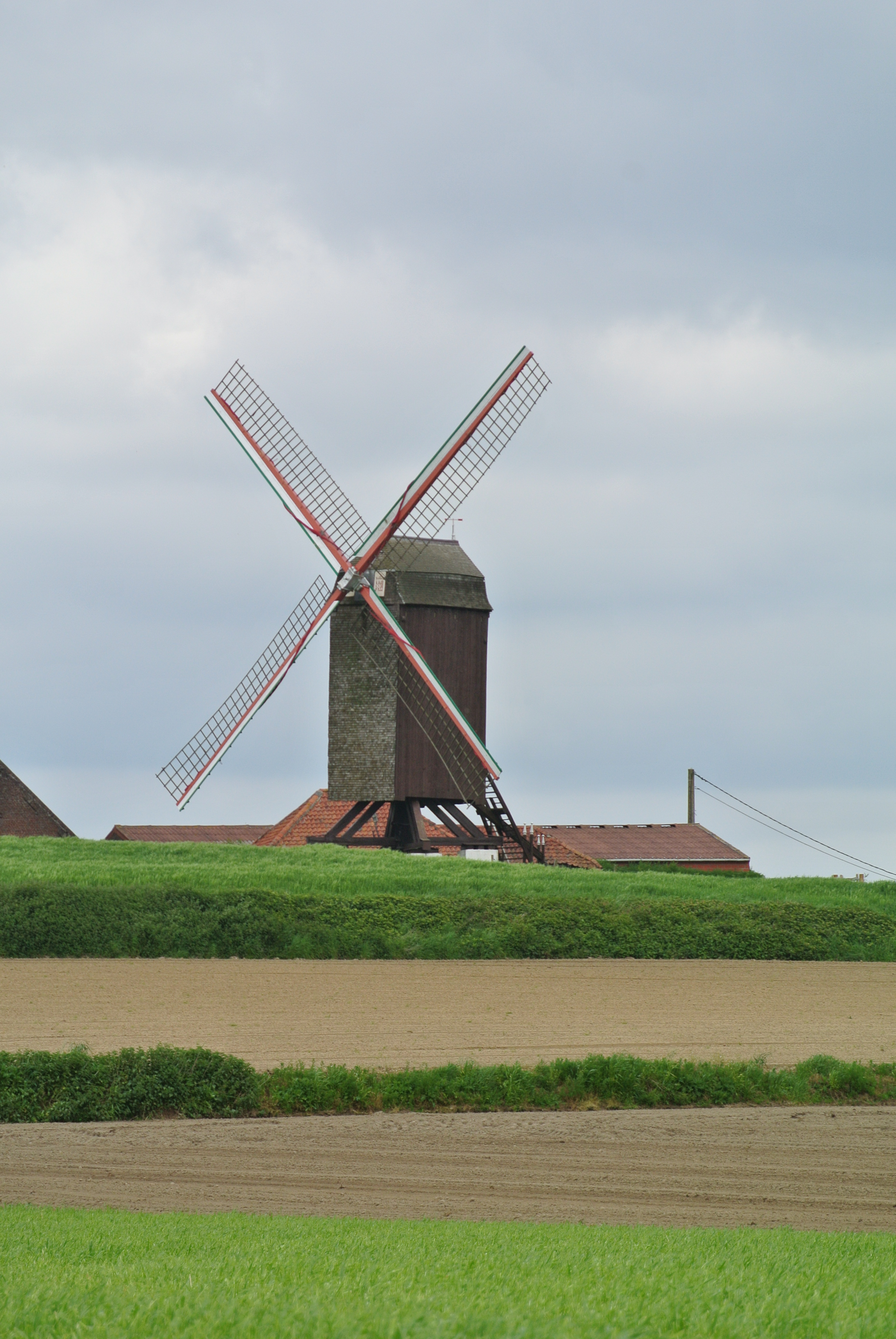
Poelbergmolen
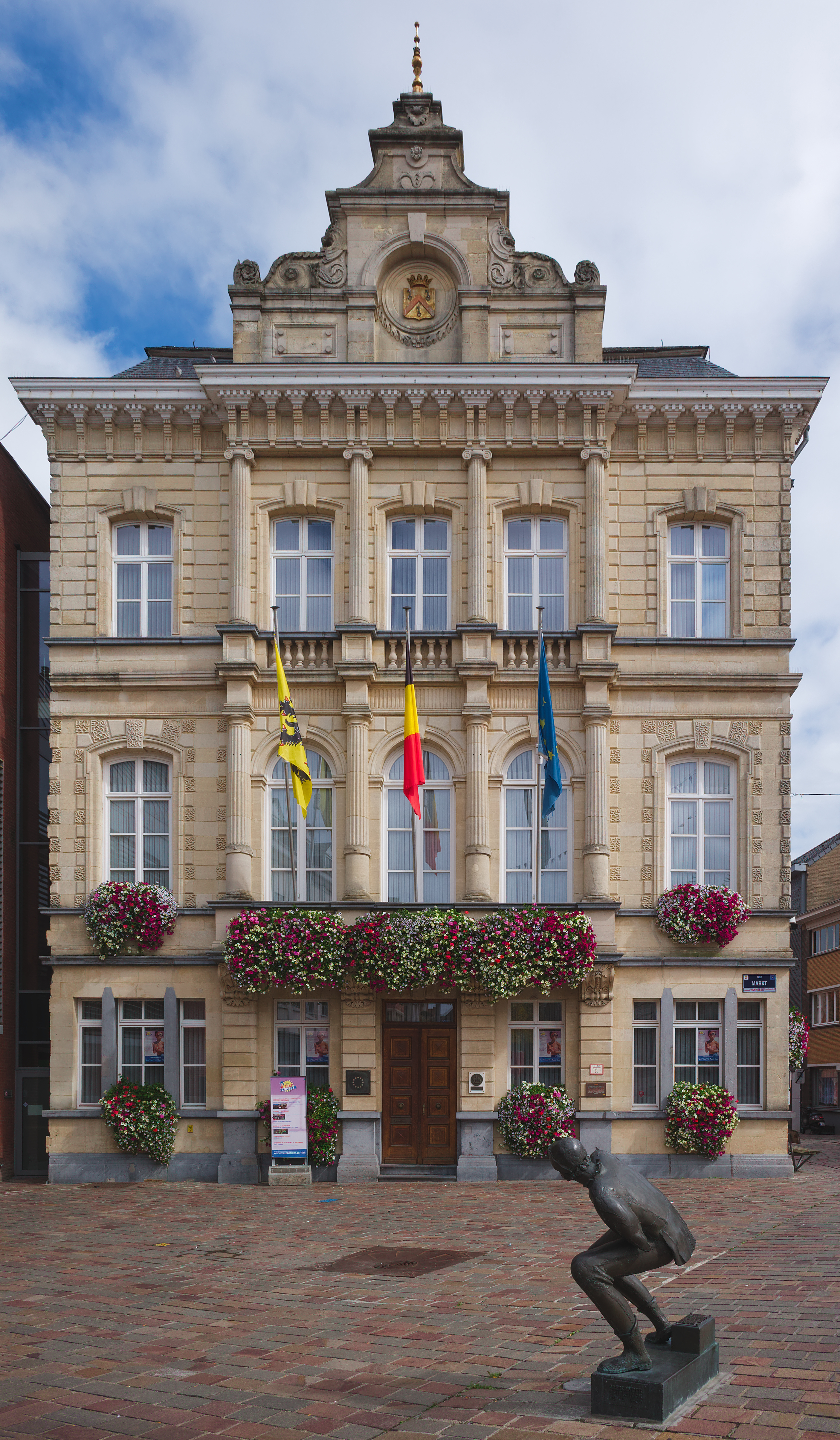
Stadhuis

## Natuur en landschap
Tielt ligt in Zandlemig Vlaanderen, op het Plateau van Tielt. Het betreft een cuestarug die zich uitstrekt van Aarsele tot Koolskamp. Tielt ligt aan de Poekebeek die in oostelijke richting stroomt. De hoogte bedraagt 14 tot 51 meter. Van landschappelijk belang is de Poelberg, een geïsoleerde heuvel van ruim 40 meter hoogte ten zuidoosten van Tielt.

## Demografie

### Demografische evolutie voor de fusie met Schuiferskapelle, Kanegem en Aarsele
- Bronnen:NIS, Opm:1831 tot en met 1970=volkstellingen; 1976 = inwoneraantal op 31 december
- 1866: Afsplitsing van Schuiferskapelle in 1862 als zelfstandige gemeente

### Demografische ontwikkeling van de fusiegemeente (eerste fusie)
Alle historische gegevens hebben betrekking op de huidige gemeente, inclusief deelgemeenten, zoals ontstaan na de fusie van 1 januari 1977.
- Bronnen:NIS, Opm:1831 tot en met 1981=volkstellingen; 1990 en later= inwonertal op 1 januari

| Inwoners van jaar tot jaar op 1 januari 1992 tot heden | Inwoners van jaar tot jaar op 1 januari 1992 tot heden | Inwoners van jaar tot jaar op 1 januari 1992 tot heden |
| jaar                                                   | Aantal                                                 | Evolutie: 1992=index 100                               |
| ------------------------------------------------------ | ------------------------------------------------------ | ------------------------------------------------------ |
| 1992                                                   | 19.403                                                 | 100,0                                                  |
| 1993                                                   | 19.377                                                 | 99,9                                                   |
| 1994                                                   | 19.459                                                 | 100,3                                                  |
| 1995                                                   | 19.384                                                 | 99,9                                                   |
| 1996                                                   | 19.435                                                 | 100,2                                                  |
| 1997                                                   | 19.365                                                 | 99,8                                                   |
| 1998                                                   | 19.240                                                 | 99,2                                                   |
| 1999                                                   | 19.241                                                 | 99,2                                                   |
| 2000                                                   | 19.208                                                 | 99,0                                                   |
| 2001                                                   | 19.115                                                 | 98,5                                                   |
| 2002                                                   | 19.177                                                 | 98,8                                                   |
| 2003                                                   | 19.221                                                 | 99,1                                                   |
| 2004                                                   | 19.229                                                 | 99,1                                                   |
| 2005                                                   | 19.234                                                 | 99,1                                                   |
| 2006                                                   | 19.269                                                 | 99,3                                                   |
| 2007                                                   | 19.357                                                 | 99,8                                                   |
| 2008                                                   | 19.474                                                 | 100,4                                                  |
| 2009                                                   | 19.536                                                 | 100,7                                                  |
| 2010                                                   | 19.647                                                 | 101,3                                                  |
| 2011                                                   | 19.714                                                 | 101,6                                                  |
| 2012                                                   | 19.922                                                 | 102,7                                                  |
| 2013                                                   | 19.974                                                 | 102,9                                                  |
| 2014                                                   | 19.968                                                 | 102,9                                                  |
| 2015                                                   | 20.070                                                 | 103,4                                                  |
| 2016                                                   | 20.159                                                 | 103,9                                                  |
| 2017                                                   | 20.301                                                 | 104,6                                                  |
| 2018                                                   | 20.422                                                 | 105,3                                                  |
| 2019                                                   | 20.502                                                 | 105,7                                                  |
| 2020                                                   | 20.603                                                 | 106,2                                                  |
| 2021                                                   | 20.390                                                 | 105,1                                                  |
| 2022                                                   | 20.500                                                 | 105,7                                                  |
| 2023                                                   | 20.701                                                 | 106,7                                                  |
| 2024                                                   | 20.627                                                 | 106,3                                                  |

### Demografische ontwikkeling van de fusiegemeente ontstaan op 1 januari 2025
Deze evolutie is gemaakt op basis van de historische gegevens die betrekking hebben op de twee gemeenten Tielt en Meulebeke, inclusief hun deelgemeenten, die samen de nieuwe fusiegemeente Tielt vormen vanaf 1 januari 2025.
- Bronnen:NIS, Opm:1831 tot en met 1981=volkstellingen; 1990 en later= inwonertal op 1 januari

| Inwoners van jaar tot jaar op 1 januari 1992 tot heden | Inwoners van jaar tot jaar op 1 januari 1992 tot heden | Inwoners van jaar tot jaar op 1 januari 1992 tot heden |
| jaar                                                   | Aantal                                                 | Evolutie: 1992=index 100                               |
| ------------------------------------------------------ | ------------------------------------------------------ | ------------------------------------------------------ |
| 1992                                                   | 30.220                                                 | 100,0                                                  |
| 1993                                                   | 30.227                                                 | 100,0                                                  |
| 1994                                                   | 30.316                                                 | 100,3                                                  |
| 1995                                                   | 30.252                                                 | 100,1                                                  |
| 1996                                                   | 30.351                                                 | 100,4                                                  |
| 1997                                                   | 30.369                                                 | 100,5                                                  |
| 1998                                                   | 30.202                                                 | 99,9                                                   |
| 1999                                                   | 30.250                                                 | 100,1                                                  |
| 2000                                                   | 30.263                                                 | 100,1                                                  |
| 2001                                                   | 30.151                                                 | 99,8                                                   |
| 2002                                                   | 30.168                                                 | 99,8                                                   |
| 2003                                                   | 30.199                                                 | 99,9                                                   |
| 2004                                                   | 30.194                                                 | 99,9                                                   |
| 2005                                                   | 30.205                                                 | 100,0                                                  |
| 2006                                                   | 30.249                                                 | 100,1                                                  |
| 2007                                                   | 30.340                                                 | 100,4                                                  |
| 2008                                                   | 30.506                                                 | 100,9                                                  |
| 2009                                                   | 30.598                                                 | 101,3                                                  |
| 2010                                                   | 30.706                                                 | 101,6                                                  |
| 2011                                                   | 30.785                                                 | 101,9                                                  |
| 2012                                                   | 31.008                                                 | 102,6                                                  |
| 2013                                                   | 31.049                                                 | 102,7                                                  |
| 2014                                                   | 31.046                                                 | 102,7                                                  |
| 2015                                                   | 31.093                                                 | 102,9                                                  |
| 2016                                                   | 31.177                                                 | 103,2                                                  |
| 2017                                                   | 31.342                                                 | 103,7                                                  |
| 2018                                                   | 31.328                                                 | 103,7                                                  |
| 2019                                                   | 31.362                                                 | 103,8                                                  |
| 2020                                                   | 31.436                                                 | 104,0                                                  |
| 2021                                                   | 31.275                                                 | 103,5                                                  |
| 2022                                                   | 31.510                                                 | 104,3                                                  |
| 2023                                                   | 31.801                                                 | 105,2                                                  |
| 2024                                                   | 31.750                                                 | 105,1                                                  |
| 2025                                                   | 31.908                                                 | 105,6                                                  |

## Politiek

### Structuur
| Tielt            | Tielt            | Supranationaal         | Nationaal                         | Nationaal                         | Gemeenschap               | Gewest                    | Provincie                 | Arrondissement  | Provinciedistrict | Kanton          | Gemeente        |
| ---------------- | ---------------- | ---------------------- | --------------------------------- | --------------------------------- | ------------------------- | ------------------------- | ------------------------- | --------------- | ----------------- | --------------- | --------------- |
| Administratief   | Niveau           | Europese Unie          | België                            | België                            | Vlaanderen                | Vlaanderen                | West-Vlaanderen           | Tielt           | Tielt             | Tielt           | Tielt           |
| Administratief   | Bestuur          | Europese Commissie     | Belgische regering                | Belgische regering                | Vlaamse regering          | Vlaamse regering          | Deputatie                 | Deputatie       | Deputatie         | Deputatie       | Gemeentebestuur |
| Administratief   | Raad             | Europees Parlement     | Kamer van volksvertegenwoordigers | Kamer van volksvertegenwoordigers | Vlaams Parlement          | Vlaams Parlement          | Provincieraad             | Provincieraad   | Provincieraad     | Provincieraad   | Gemeenteraad    |
| Kiesomschrijving | Kiesomschrijving | Nederlands Kiescollege | Kieskring West-Vlaanderen         | Kieskring West-Vlaanderen         | Kieskring West-Vlaanderen | Kieskring West-Vlaanderen | Kieskring West-Vlaanderen | Roeselare-Tielt | Tielt             | Tielt           | Tielt           |
| Verkiezing       | Verkiezing       | Europese               | Federale                          | Federale                          | Vlaamse                   | Vlaamse                   | Provincieraads-           | Provincieraads- | Provincieraads-   | Provincieraads- | Gemeenteraads-  |

### Burgemeesters
| Tijdspanne | Tijdspanne   | Burgemeester               |
| ---------- | ------------ | -------------------------- |
|            | 1800 - 1814  | Mulle                      |
|            | 1814 - 1826  | Jacob Eugeen Larmuseau     |
|            | 1827 - 1830  | Auguste Dury               |
|            | 1830 - 1836  | Jean Poelman               |
|            | 1836 - 1841  | Pierre Erard               |
|            | 1841 - 1881  | Charles Stevens            |
|            | 1882 - 1892  | Leo de Mûelenaere          |
|            | 1892 - 1909  | Jan Boone                  |
|            | 1909 - 1919  | Emiel Vandevyvere          |
|            | 1919 - 1932  | Fritz Boone                |
|            | 1933 - 1946  | René Colle                 |
|            | 1946 - 1969  | Joseph Baert (CVP)         |
|            | 1969 - 1988  | Daniël Vander Meulen       |
|            | 1989? - 1991 | Marcel Verleye             |
|            | 1992 - 1995  | Firmin Warnez              |
|            | 1995 - 2011  | Michiel Van Daele          |
|            | 2011 - 2012  | Luc Vannieuwenhuyze (CD&V) |
|            | 2013 - 2018  | Els De Rammelaere (N-VA)   |
|            | 2019 - heden | Luc Vannieuwenhuyze (CD&V) |

### Geschiedenis

#### Legislatuur 2019 - 2024
De burgemeester van Tielt was Luc Vannieuwenhuyze, die met zijn partij CD&V een coalitie sloot met Iedereen Tielt en Groen. In januari 2023 besliste Groen om uit het stadsbestuur te stappen. De coalitie werd verdergezet door CD&V en Iedereen Tielt.

#### Legislatuur 2025 - 2030
Na de fusie met Meulebeke bleef Luc Vannieuwenhuyze burgemeester van Tielt. Zijn partij CD&V-Lijst Burger vormde een coalitie met Iedereen Telt en Vooruit.

#### Resultaten gemeenteraadsverkiezingen sinds 1976
| Partij of kartel     | Partij of kartel                                            | 10-10-1976 | 10-10-1976 | 10-10-1982 | 10-10-1982 | 9-10-1988 | 9-10-1988 | 9-10-1994 | 9-10-1994 | 8-10-2000 | 8-10-2000 | 8-10-2006 | 8-10-2006 | 14-10-2012 | 14-10-2012 | 14-10-2018 | 14-10-2018 | 13-10-2024 | 13-10-2024 |
| Stemmen / Zetels     | Stemmen / Zetels                                            | %          | 25         | %          | 25         | %         | 25        | %         | 25        | %         | 25        | %         | 25        | %          | 25         | %          | 27         | %          | 31         |
| -------------------- | ----------------------------------------------------------- | ---------- | ---------- | ---------- | ---------- | --------- | --------- | --------- | --------- | --------- | --------- | --------- | --------- | ---------- | ---------- | ---------- | ---------- | ---------- | ---------- |
|                      | CVP1/ CD&V+N-VAA/ CD&V2 / CD&V - Lijst voor de Burger3      | 53,181     | 15         | 42,261     | 12         | 44,111    | 13        | 32,611    | 10        | 40,931    | 12        | 55,48A    | 16        | 42,52      | 12         | 40,82      | 13         | 27,73      | 10         |
|                      | VU1/ VU&ID2/ CD&V+N-VAA/ Open Vld-N-VAB/ Team BurgemeesterD | 23,611     | 6          | 19,141     | 4          | -         |           | 9,981     | 2         | 13,372    | 3         | 55,48A    | 16        | 28,2B      | 7          | 24,4B      | 7          | 31,7D      | 11         |
|                      | GT1/ TIELT2/ VLD3/ Open Vld-N-VAB/ Team BurgemeesterD       | -          |            | 19,521     | 5          | 31,382    | 8         | 32,243    | 10        | 21,253    | 6         | 17,113    | 4         | 28,2B      | 7          | 24,4B      | 7          | 31,7D      | 11         |
|                      | Iedereen Tielt1/ Iedereen Telt2                             | -          |            | -          |            | -         |           | -         |           | -         |           | -         |           | -          |            | 16,71      | 4          | 15,12      | 5          |
|                      | SP1/ sp.a2/ sp.a+GroenC/ Vooruit3                           | 16,631     | 4          | 17,651     | 4          | 15,241    | 3         | 11,691    | 2         | 121       | 3         | 21,382    | 5         | 23,88C     | 6          | 11,52      | 2          | 12,33      | 3          |
|                      | Agalev1/ Groen!2/ sp.a+GroenC/ Groen3                       | -          |            | -          |            | 6,371     | 1         | 6,221     | 1         | 6,631     | 1         | 6,022     | 0         | 23,88C     | 6          | 6,63       | 1          | 3,73       | 0          |
|                      | Vlaams Blok1/ Vlaams Belang2                                | -          |            | -          |            | -         |           | 3,081     | 0         | 5,821     | 0         | -         |           | 5,422      | 0          | -          |            | 8,7        | 2          |
|                      | Anderen(*)                                                  | 6,57       | 0          | 1,42       | 0          | 1,98      | 0         | 4,17      | 0         | -         |           | -         |           | -          |            | -          |            | 0,8        | 0          |
| Totaal stemmen       | Totaal stemmen                                              | 13470      | 13470      | 13831      | 13831      | 14251     | 14251     | 14252     | 14252     | 14257     | 14257     | 7667      | 7667      | 14655      | 14655      | 14801      | 14801      | 16390      | 16390      |
| Opkomst %            | Opkomst %                                                   |            |            |            |            | 96,05     | 96,05     | 94,69     | 94,69     | 94,09     | 94,09     | 96,03     | 96,03     | 93,11      | 93,11      | 93,80      | 93,80      | 68,2       | 68,2       |
| Blanco en ongeldig % | Blanco en ongeldig %                                        | 3,54       | 3,54       | 4,49       | 4,49       | 4,76      | 4,76      | 5,75      | 5,75      | 5,23      | 5,23      | 4,76      | 4,76      | 4,60       | 4,60       | 5,50       | 5,50       | 1,7        | 1,7        |

De rode cijfers naast de gegevens duiden aan onder welke naam de partijen telkens bij een verkiezing opkwamen.

De zetels van de gevormde meerderheid staan vetjes afgedrukt.De grootste partij staat in kleur.

(*) 1976: OK (5,83%), PVDA (0,74%) / 1982: UV (1,42%) / 1988: UV (0,84%), VI (0,57%), PVDA (0,57%) / 1994: CDP (3,6%), PVDA (0,57%) / 2024: VFTCB (0,5%), Weg File & Belasting (0,3%)

## Cultuur

### Stadswapen
In zilver (wit) een keper van keel (rood) vergezeld van drie omgewende (naar rechts) sleutels in sabel (zwart). Het Schild is gekroond met de stedenkroon. De keper (rode driehoek) werd verleend door Willem van Normandië toen hij Tielt privileges toekende. Het is afgeleid van het wapen van Kortrijk. De drie sleutels moesten voor een onderscheid zorgen met het wapen van Harelbeke dat dezelfde privileges kreeg als Tielt.

### Evenementen
Sinds 1959 profileert Tielt zich als Europastad. Om de vier jaar rijdt de Europastoet uit op de zondag van de Tieltse Europafeesten. Deze jaarlijkse feesten vinden plaats tijdens het eerste weekend van juli, met optredens, braderie, straattheater, bluesfestival in de Patersdreef en vuurwerk.
In deelgemeente Meulebeke vinden jaarlijks de Berenfeesten plaats. Deze werden jarenlang de eerste zondag van juli georganiseerd, maar na de fusie met Tielt werden deze een week vervroegd, om overlap met de Europafeesten te vermijden. Eind augustus vindt steeds de wielerwedstrijd Omloop Mandel-Leie-Schelde plaatst.

## Mobiliteit

### Wegen
De N37 (primaire weg categorie II) verbindt Tielt in noordoostelijke met de autosnelweg A10/E40 ter hoogte van Aalter. In westelijke richting loopt deze weg richting Roeselare en zorgt er voor aansluiting op de snelweg A17/E403.
De N35 loopt in oostelijke richting naar Oost-Vlaanderen en de stad Deinze.

### Spoorwegen
Op 31 december 1855 bereikten de spoorwegen Tielt met de lijn 73, Deinze - Tielt, die later deel uitmaakte van de lijn Gent - Deinze - Lichtervelde - Veurne - De Panne. Er kwam ook een lijn 73A via Meulebeke naar Ingelmunster, die Tielt rechtstreeks met Kortrijk verbond, maar deze is nu niet meer in gebruik. Er zijn twee stations in Tielt, Station Tielt en Station Aarsele.

### Buurtspoorwegen
Op 7 december 1886 werd de buurtspoorweglijn van Tielt naar Aalter geopend. Deze lijn werd later verlengd tot de Nederlandse grens bij Watervliet. Op 24 december 1889 is de buurtspoorweglijn naar Zwevezele, Ardooie, Roeselare en Hooglede geopend. Beide lijnen deelden de sporen tussen de markt en het station, waar eveneens een paardentram dienst heeft gereden van 16 juli 1899 tot 30 september 1914. In 1953 werden de buurtspoorweglijnen in Tielt opgeheven en opgebroken.

## Bekende Tieltenaars
- Olivier le Daim (1434-1484), kapper, barbier, later raadgever van Lodewijk XI
- Adriaen Jorge (1680), kopstuk van de Vrije Compagnie van Tielt, bij verstek veroordeeld tot de galg in 1720 te Gent wegens opstand tegen God en het Hof.
- Willem Pantin (1500-1583), geneesheer-dichter, bevriend met Vesalius
- Barnabas Raparlier (1756-1836), politicus
- Louis Charles Horta (1821-1870), uitgever en drukker
- Auguste Braekevelt (1832-1908), beeldhouwer
- Julius Hoste sr. (1848-1933), stichter in 1888 van het gematigd liberale Vlaamsgezinde dagblad Het Laatste Nieuws
- Lodewijk Scharpé (1869-1935), professor en flamingant
- Jozef Nolf (1870-1933), apotheker, burgemeester van Merksem en senator
- Aloys Van de Vyvere (1871-1961), kortstondig premier van België (1925)
- Joris Lannoo (1891-1971), stichter van drukkerij-uitgeverij Lannoo
- Briek Schotte (1919-2004), wielrenner (laatste Flandrien), ploegleider
- Godfried Lannoo (1927-2012), boekenuitgever
- Godfried kardinaal Danneels (1933-2019), aartsbisschop
- Jef Claerhout (1937-2022), beeldend kunstenaar
- Jef Braeckevelt (1943), wielerploegleider
- Bart De Strooper (1950), moleculair bioloog en hoogleraar
- Wally De Doncker (1958), auteur en president van de wereldorganisatie IBBY
- Geert De Kockere (1962), jeugdauteur
- Jan Haerynck (1964-2023), journalist en schrijver
- Johan Lisabeth (1971), atleet
- Jo Van Daele (1972), atleet
- Kurt Martens (1973), kerkjurist en professor
- Jeroen Billiet (1977), hoornist en muziekleraar
- Emmanuel Rottey (1977), televisiepresentator en journalist
- Ann De Craemer (1981), auteur
- Sylvie Marie (1984), dichter
- Sammy Bossut (1985), voetballer
- Tessa Wullaert (1993), voetbalspeelster

Bekenden (ex-)inwoners van deelgemeente Meulebeke
- Carl Devos (1970), politiek analist, professor UGent
- Evy Gruyaert (1979), televisie- en radiofiguur
- Karel van Mander (1548-1606), 16de-eeuws schilder en dichter
- Gianni Meersman (1985), voormalig profwielrenner
- Petrus van Oosthuyse (1763-1818), zakenman, grootgrondbezitter
- Daniel Van Ryckeghem (1945-2008), profwielrenner
- Joseph Ferdinand Toussaint (1807-1885), jurist, Vlaamsgezind politicus en schrijver
- Mariette Vanhalewijn (1940), jeugdschrijver
- Lotte Vande Velde (), animator, tekenaar
- Warre Vangheluwe (2001), profwielrenner
- Stijn Steels (1989), ploegleider, voormalig wielrenner

## Zustersteden
Tielt is verbroederd met vier zustersteden:
- Brignoles (Frankrijk)
- Bruneck (Italië)
- Groß-Gerau (Duitsland)
- Szamotuły (Polen)

## Nabijgelegen kernen
Aarsele, Kanegem, Schuiferskapelle, Marialoop, Meulebeke, Egem, Pittem,  Wakken, Dentergem